# Nová strašidla
Nová strašidla (v italském originále I nuovi mostri) je italský povídkový film z roku 1977. Jednotlivé povídky různých délek sahají od laskavé komedie (např. Mamička a Jeníček) přes satiru (např. Pečujte o ni jako o královnu) k dramatu (Autostop, Beze slov) nebo černému humoru (např. Hostina nebo Pocta zemřelému). O režii se podělili tři významní italští režiséři Mario Monicelli, Dino Risi a Ettore Scola. Název filmu odkazuje na Risiho starší povídkový film Strašidla (I mostri) z roku 1963. Film byl v roce 1979 nominován na Oscara v kategorii nejlepší cizojazyčný film.

## Jednotlivé povídky
1. Slavíček z údolí Pádu (L'uccellino della Val Padana), režie: Ettore Scola, hlavní role: Ugo Tognazzi a Orietta Berti,
2. Pozdrav od přátel (Con i saluti degli amici), režie: Dino Risi
3. Tantum ergo, režie: Dino Risi, hlavní role: Vittorio Gassman
4. Autostop, režie: Mario Monicelli, hlavní role: Ornella Muti a Eros Pagni
5. Podezřelý (Il sospetto), režie: Ettore Scola, hlavní role: Vittorio Gassman
6. První pomoc (Pronto soccorso), režie: Mario Monicelli, hlavní role: Alberto Sordi
7. Mamička a Jeníček (Mammina e mammone), režie: Dino Risi, hlavní role: Ugo Tognazzi a Nerina Montagnani
8. Příkladný občan (Cittadino esemplare), režie: Ettore Scola, hlavní role: Vittorio Gassman
9. Pornohvězda (Pornodiva), režie: Dino Risi
10. Únos drahé bytosti (Sequestro di persona cara), režie: Ettore Scola, hlavní role: Vittorio Gassman
11. Pečujte o ni jako o královnu (Come una regina), režie: Ettore Scola, hlavní role: Alberto Sordi
12. Hostina (Hostaria!), režie: Ettore Scola, hlavní role: Vittorio Gassman a Ugo Tognazzi
13. Beze slov (Senza parole), režie: Dino Risi, hlavní role: Ornella Muti a Yorgo Voyagis
14. Pocta zemřelému (Elogio funebre), režie: Ettore Scola, hlavní role: Alberto Sordi

Film se v Československu v osmdesátých letech promítal bez povídek Pozdrav od přátel a Pornohvězda. Na italské verzi DVD byla cenzurována povídka Podezřelý (Il sospetto). Uvedená stopáž 115 minut se vztahuje na kompletní film.

## V hlavních rolích
- Vittorio Gassman
- Ornella Muti
- Alberto Sordi
- Ugo Tognazzi

### Dále hrají
- Orietta Berti - zpěvačka v povídce Slavíček z údolí Pádu
- Eros Pagni - řidič v povídce Autostop
- Nerina Montagnani - mamička v povídce Mamička a Jeníček